# Rave Master
Rave (яп. レイヴ Рэйву), также известна под названием Groove Adventure RAVE, — сёнэн-манга Хиро Масимы, выходившая с 1999 по 2005 год в журнале Weekly Shonen Magazine. Издана в 35 томах издательством Kodansha. В 2001—2002 годах по части манги был снят аниме-сериал.

## Сюжет
Сюжет начинается с того, как главный герой, Хару Глори, вылавливает из воды странное существо. Его старшая сестра утверждает, что это — собака. Прогуливаясь с новым спутником, Хару встречает старика Сибу, который уже пятьдесят лет ходит в одиночестве и ищет останки Рейва — могущественного камня, который поможет ему уничтожить Демон Кардc (англ. Demon Cards, корпорацию использующую камень Даркбринг (англ. Dark bring — несущий тьму). Позже выясняется что Сибу — это Мастер Рейва, который уничтожил главный Даркбринг пятьдесят лет назад, чем вызвал мощный взрыв, уничтоживший 10 % мира — Овердрайв (англ. Overdrive), а то странное существо — это Плю, спутник и верный друг Сибы. На Сибу нападают и он лишается сил Мастера Рейва, которые переходят к Хару. Хару обещает старику собрать все Рейвы и уничтожить Демон Кардс.
Аниме пропускает эту завязку, происходящую на острове Гарадж, однако она показывается по частям, в виде воспоминаний Хару. Действия сразу начинаются с континента Песни, где Плю убегает от Хару, во время поисков он встречает в казино Эли — девочку, помнящую только последний год своей жизни. Она принимает Плю за жука, хотя делает на него ставку в собачьих гонках на выживание. Видя, каким опасностям она подвергает Плю, Эли пытается вмешаться в эту гонку, но её опережает Хару: он спасает Плю и побеждает владельца стадиона, члена Демон Кардс. Хару, Эли и Плю начинают действовать вместе. Для поездок Эли находит кучера Грифу и «лошадь» Тантимо, которые тоже представляют из себя странные существа, причём Грифу поклоняется Плю и называет его не иначе, как Плю-сама. Позже к главным героям присоединяется главарь одной из банд — Музика «Серебряный Ритм»

## Персонажи
Хару Глори (яп. ハル・グローリー Хару Гуро:ри:) — главный герой, Мастер Рейва, сын Гейла Глори — одного из основателей Демон Кардс. Родился на острове Гарадж, где и встретил Сибу — первого мастера Рейва. Отправился в путешествие, чтобы найти своего отца. В бою пользуется Мечом десяти истин, которому придаёт разные формы.
Сэйю: Томокадзу Сэки
Эли (яп. エリー) — Так же известна, как Девочка 3173, Риша Валентайн (англ. Resha Valentine). В начале действий манги — азартный игрок, девушка, которая потеряла память. Именно затем, чтобы узнать, кто она есть, Эли начинает путешествовать с Хару. Потом оказывается, что она обладает великой силой — Этерион, способной создавать и разрушать что угодно. Этой же силой обладала Риша Валентайн, создательница Рейва. Позже оказывается, что Эли и есть Риша.
Сэйю: Аяко Кавасуми
Плю (яп. プルー) — Воин Рейва. Странное существо, по утверждению Риши — собака, а на взгляд Эли — жук. Сопровождал Мастера Рейва всегда, был вместе с Сибой, когда случился Овердрайв. Потом, через 50 лет его выловил Хару у острова Гарадж, за это время Плю нисколько не изменился. Любит сладости и ненавидит пудинги.
Сэйю: Гото Саори
Музика «Серебряный Ритм» (яп. (ハムリオ・ムジカ) — глава банды с Улицы Панков, потомок знаменитого кузнеца Музики. Присоединился к Хару, Эли и Плю, чтобы найти Серебряный Корабль. Является Повелителем Серебра — может контролировать серебро, придавая ему какие угодно формы.
Сэйю: Сётаро Морикубо
Грифф (яп. グリフォン 加藤) — раса не известна. Был назван глубоководной рыбой, которая ходит по земле и имеет ноги и руки. При рубящем ударе не умирает, даже разрубленный на двое. Через некоторое время просто становится таким же, каким и был. Большой извращенец. Так же, как и Плю ненавидит пудинги.
Сэйю: Кацуя Сига
Руби (яп. ルビー) — из расы пингвинов. Владеет летающим казино, которое получил от отца. Был очень богат, но потом потерял всё из-за Дрю. У Далматина выучил основы магии. Очень впечатлителен и прямолинеен. Также он не понимает, что его обманывают, даже когда это очевидно. Его возраст — 10 лет.
Лет (яп. レット) — из расы драконов. Присоединился к Демон Кард и был одним из 5 дворцовых стражей, но принципиально не пользовался дарк брингом, был побежден Хару и присоединился к нему в поисках рейва. Ещё раньше Джеган, один из «Орасьон Сэйс», внушил ему, что его девушка (Джулия) мертва, но после Лет узнал, что она жива. Изначально выглядел как помесь человека и рептилии, но потом стал выглядеть как человек.
Сэйю: Муродзоно Такэхиро
Джулия (яп. ジュリア) — из расы драконов. Является девушкой Лета. При первом появлении была в обличие дракона, на котором перемещался по миру Джеган. Появляется только в манге.